# Abdoulaye Y. Dabo
Pour les articles homonymes, voir Dabo (homonymie).
 (avril 2011).
Si vous disposez d'ouvrages ou d'articles de référence ou si vous connaissez des sites web de qualité traitant du thème abordé ici, merci de compléter l'article en donnant les références utiles à sa vérifiabilité et en les liant à la section « Notes et références ».
Abdoulaye Dabo (surnommé Yaadikoone), né le 5 décembre 1942 à Ziguinchor est un nouvelliste et un journaliste sénégalais. Il a publié 175 nouvelles, notamment publiées dans Amina', Bingo, Le Soleil, Fraternité Matin et Le Quotidien'.
C'est le fils de F. Ousmane Dabo et de F. Mame Codou Dieng, il est marié et a 9 enfants.

## Études
Après des études à l'école primaire de Sédhiou, puis à celle de Boucotte-Ouest Ziguinchor, il fréquente le collège Saint-Michel de Dakar, puis le lycée Faidherbe Saint-Louis.
Il intègre l'école Polytechnique des ventes de Paris puis le CEOSA (Centre d'études et organisation scientifique des affaires) et le Centre Ivoirien de Gestion des Entreprises.